# Škotski jezik
Škotski jezik (škotski i engleski: Scots) anglijski je jezik kojim se govori u Škotskoj te dijelovima Ulstera na sjeveru Irske (gdje se govori ulsterski škotski dijalekt). Najviše govornika ima u Škotskoj nizini (eng. Lowlands), na Sjevernim otocima i na sjeveru Ulstera, prema čemu na engleskome nosi i ime Lowland Scots. Taj naziv služi kako bi ga se razlikovalo od škotskog gaelskog jezika, goidelskog jezika kojim se od 16. stoljeća govorilo prvenstveno u Škotskom visočju (eng. Highlands), Hebridima i u Gallowayju. Uz njega se koristi i naziv Broad Scots, koji pak služi za razlikovanje od škotskog dijalekta engleskoga. 
Suvremeni škotski je sestrinski jezik suvremenom engleskome; oba su se nezavisno razvila iz ranog srednjoengleskoga jezika, kojim se govorilo između 11. i 14. stoljeća. Škotski je službeno smatran domorodačkim jezikom Škotske te regionalnim ili manjinskim jezikom pod Europskom poveljom o regionalnim ili manjinskim jezicima, a UNESCO ga vodi pod ugroženim jezicima. U cenzusu Škotske iz 2022. godine, preko 1,5 milijuna stanovnika te države izjasnilo se kao govornicima ovog jezika, a 2,4 milijuna izjavilo je kako ga mogu govoriti, pisati, čitati ili razumjeti.
Zbog toga što ne postoji univerzalno prepoznata granica između jezika i dijalekta, znanstvenici i druge interesne skupine često se ne slažu oko lingvističkog, povijesnog i društvenog statusa škotskoga, osobito po pitanju njegova odnosa s engleskim. Iako su ustanovljene brojne paradigme za razlikovanje jezika i dijalekata, njihova uporaba često dovodi do kontradiktornih rezultata. Škotski predstavlja jednu krajnost bipolarnog dijalekatskog kontinuuma, dok je druga krajnost engleski jezik kakav se govori u Škotskoj. Škotski se tako ponekad smatra dijalektom engleskoga, unatoč tomu što i sam ima distinktivne dijalekte. Drugi stručnjaci pak tvrde da je škotski germanski jezik zaseban od engleskoga, upravo kao što je norveški blisko vezan uz danski, ali i dalje različit od njega.

## Dijalekti
Škotski se jezik dijeli na ukupno 4 dijalekta unutar Škotske:
- otočni (insularni) škotski
- sjeverni škotski
- središnji škotski
- južni škotski.

## Primjer
Isječak iz škotskog prijevoda Novog zavjeta (William Laughton Lorimer, 1885. – 1967.):
This is the storie o the birth o Jesus Christ. His mither Mary wis trystit til Joseph, but afore they war mairriet she wis fund tae be wi bairn bi the Halie Spírit. Her husband Joseph, honest man, hed nae mind tae affront her afore the warld an wis for brakkin aff their tryst hidlinweys; an sae he wis een ettlin tae dae, whan an angel o the Lord kythed til him in a draim an said til him, "Joseph, son o Dauvit, be nane feared tae tak Mary your trystit wife intil your hame; the bairn she is cairrein is o the Halie Spírit. She will beir a son, an the name ye ar tae gíe him is Jesus, for he will sauf his fowk frae their sins."
Aa this happent at the wurd spokken bi the Lord throu the Prophet micht be fulfilled: Behaud, the virgin wil bouk an beir a son, an they will caa his name Immanuel – that is, "God wi us".
Whan he hed waukit frae his sleep, Joseph did as the angel hed bidden him, an tuik his trystit wife hame wi him. But he bedditna wi her or she buir a son; an he caa'd the bairn Jesus.

—  Matej 1:18–21

## Vanjske poveznice
- Wikipedija na škotskom jeziku
- http://www.scotslanguage.com/
- Ethnologue (14th)